# Portland (Maine)
Portland – miasto w Stanach Zjednoczonych, w południowo-zachodniej części stanu Maine, największe miasto tego stanu, port nad zatoką Maine (Ocean Atlantycki). W 2003 roku jego populacja wyniosła ok. 63 tys. osób.

## Historia
Początkowo miasto funkcjonowało jako osada zwana Casco (rdzenni mieszkańcy nazywali ją Machigonne), zasiedlona przez Anglików w 1632 r. W roku 1658 nazwa została znowu zmieniona, tym razem na Falmouth.
Miasto było odbudowywane wiele razy, najpierw wskutek totalnego zniszczenia spowodowanego przez najazdy plemion Wampanoagów, w 1675 oraz kilka lat później. Następnie 18 października 1775 roku, w trakcie Wojny o niepodległość Stanów Zjednoczonych, tym razem w wyniku bombardowań ze strony marynarki wojennej Wielkiej Brytanii.
Po wojnie Falmouth otworzyło się na handel, a zwłaszcza jego nadmorska część zwana The Neck, gdzie szybko rozwinął się doskonale prosperujący port handlowy. W 1786 z inicjatywy mieszkańców Falmouth, The Neck stało się odrębnym miastem nazwanym Portland. Miasto przeżywało ekonomiczny rozkwit aż do 1807 roku, czyli do czasu wprowadzenia embarga na handel z Brytyjczykami, które w połączeniu z Wojną brytyjsko-amerykańską spowodowało recesję całej gospodarki miasta. Po wojnie zaczęto stopniowo odbudowywać struktury gospodarcze miasta. W 1820 roku Portland został wybrany na stolicę stanu Maine, ale utrzymało tę pozycję jedynie na 12 lat – w 1832 stolica została przeniesiona do Augusty, która pełni tę funkcję do dziś.
4 lipca 1866 roku, w Dzień Niepodległości, w mieście wybuchł groźny pożar, który pozbawił dachu nad głową ponad 10 tys. osób oraz zniszczył dużą część infraktustury miasta. Podczas odbudowy większość budynków została wzniesiona w stylu wiktoriańskim.
Duży wpływ na rozwój Portlandu ma Maine College of Art, do którego zjeżdżają studenci z całego kraju. Obecnie miasto po raz kolejny przeżywa boom budowlany (poprzedni nastąpił w latach osiemdziesiątych XX wieku), choć już nie aż tak ogromny jak poprzednio.

## Geografia
Według danych amerykańskiego Biura Spisów Ludności, miasto zajmuje powierzchnię 136,2 km², z czego 54,9 km² stanowią lądy, a 81,2 km² (59,65%) stanowią wody.

## Gospodarka
W mieście rozwinął się przemysł papierniczy, spożywczy, skórzano-obuwniczy, chemiczny, odzieżowy, metalowy, elektroniczny oraz drzewny.

## Demografia
Według spisu z 2000 roku, miasto zamieszkuje 64 250 osób, które tworzą 29 714 gospodarstw domowych oraz 13 549 rodzin. Gęstość zaludnienia wynosi 1 169,6 osób/km². Na terenie miasta znajduje się 31 862 budynków mieszkalnych o średniej częstości występowania na poziomie 580,0 budynków/km². 91,27% ludności miasta to ludzie biali, 2,59% to czarni, 0,47% to rdzenni Amerykanie, 3,08% to Azjaci, 0,06% to mieszkańcy z wysp Pacyfiku, 0,67% to ludność innych ras, 1,86% to ludność wywodząca się z dwóch lub większej ilości ras, 1,52% to Hiszpanie lub Latynosi.
W mieście znajdują się 29 714 gospodarstw domowych, z czego w 21,4% z nich znajdują się dzieci poniżej 18 roku życia. 32,1% gospodarstw domowych tworzą małżeństwa. 10,5% stanowią kobiety bez męża, a 54,4% to nie rodziny. 40,1% wszystkich gospodarstw składa się z jednej osoby. W 11,5% znajdują się samotne osoby powyżej 65 roku życia. Średnia wielkość gospodarstwa domowego wynosi 2,08 osoby, a średnia wielkość rodziny to 2,89 osoby.
Populacja miasta rozkłada się na 18,8% osób poniżej 18 lat, 10,7% osób z przedziału wiekowego 18–24 lat, 36,1% osób w wieku od 25 do 44 lat, 20,6% w wieku 45–64 lat i 13,9% osób które mają 65 lub więcej lat. Średni wiek mieszkańców to 36 lat. Na każde 100 kobiet przypada 91,8 mężczyzn. Na każde 100 kobiet w wieku 18 lub więcej lat przypada 89 mężczyzn.
Średni roczny dochód w mieście na gospodarstwo domowe wynosi $35 650, a średni roczny dochód na rodzinę to $48 763. Średni roczny dochód mężczyzny to $31 828, kobiety $27 173. Średni roczny dochód na osobę wynosi  $12 698. 21,7% rodzin i 34,1% populacji miasta żyje poniżej minimum socjalnego, z czego 40% to osoby poniżej 18 lat a 21,9% to osoby powyżej 65 roku życia.

## Sport
- Portland Pirates – klub hokejowy

## Polacy w Portlandzie
W Portlandzie znajduje się jedyny polski kościół w stanie Maine, św. Ludwika. W mieście też jest polska restauracja, Bogusha’s Polish Restaurant. Istnieje również mały Klub Polski.

## Miasta partnerskie
- Archangielsk
- Cap-Haïtien
- Mitylena
- Shinagawa